# Lipsothrix hynesiana
Lipsothrix hynesiana là một loài ruồi trong họ Limoniidae. Chúng phân bố ở miền Tân bắc.